# Phonetisches Komplement
In den Ägyptischen Hieroglyphen kann eine Hieroglyphe in manchen Fällen mehrere Lautbestände repräsentieren. Um die Lesung des Zeichens zu vereinfachen und sicherzustellen, werden dem Zeichen ein oder mehrere phonetische Komplemente angehängt, die meist aus Einkonsonantenzeichen bestehen und damit nur eine Lesung des Zeichens zulassen, selten können sich auch zweikonsonantige Zeichen gegenseitig ergänzen. In den meisten Fällen werden aber auch Mehrkonsonantenzeichen mit eindeutigem Lautwert komplementiert. Beispiele sind:
| Ab | b |

| Ab | b |

| mn · nw · nw · nw |

| mn · nw · nw · nw |

Die phonetische Komplementierung ist in keiner Weise Pflicht und kann bei Platzmangel auf dem Schriftträger auch entfallen. Manche hieroglyphische Schreibungen können darum nur in ihrem Kontext gelesen und verstanden werden.